# Новомихайловка (городской округ Барнаул)
Новомихайловка — посёлок в Алтайском крае России. Входит в городской округ город Барнаул. Административно подчинён Власихинской сельской администрации Индустриального района города Барнаул.

## География
Расположен в лесостепной зоне Западно-Сибирской равнины, на северо-востоке Приобского плато, у озера Михайловское, в 20 км к западу от Барнаула.

## История
Возникновение Новомихайловки относится к 1913 году. В 1920-50-е годы здесь располагались крестьянские хозяйства, а также подсобные участки Автогужтреста и дрожжевого завода.

## Население
| 1997 | 1998  | 1999  | 2000  | 2001  | 2002 | 2003 | 2004 | 2005 | 2006 | 2007 | 2008 |
| ---- | ----- | ----- | ----- | ----- | ---- | ---- | ---- | ---- | ---- | ---- | ---- |
| 642  | ↗668  | ↗690  | ↗695  | ↗777  | ↗805 | ↘784 | ↗790 | ↗796 | ↗885 | ↗951 | ↗953 |
| 2009 | 2010  | 2011  | 2012  | 2013  |      |      |      |      |      |      |      |
| ↘913 | ↗1261 | ↗1265 | ↗1288 | ↗1304 |      |      |      |      |      |      |      |

Национальный состав
Согласно результатам переписи 2002 года, в национальной структуре населения русские составляли 95 % от 808 чел.

## Инфраструктура
Экономика и социальная сфера
В посёлке расположено отделение учебного хозяйства «Пригородное» (см. Пригородный), действует основная общеобразовательная школа, есть магазин. Рядом с поселком находится городское Новомихайловское кладбище.

## Транспорт
Посёлок доступен автомобильным транспортом. Проходит Павловский тракт. Автобусное сообщение.